# Zdeněk Dušek (divadelní režisér)
Zdeněk Dušek (* 8. července 1967 Ostrov) je český divadelní režisér a dramaturg.
V roce 1993 vystudoval režii na Divadelní fakultě Janáčkovy akademie múzických umění v Brně. Pracoval pro televizi Nova jako dramaturg seriálu Comeback, v České televizi realizoval projekty Marta a Věra a Kosmo. Spolupracoval či spolupracuje s řadou českých divadel, mezi něž patří Městské divadlo Zlín, Divadlo Bolka Polívky a HaDivadlo v Brně, Divadlo na Fidlovačce a Dejvické divadlo v Praze, Slovácké divadlo v Uherském Hradišti, Divadlo Petra Bezruče v Ostravě, Východočeské divadlo Pardubice nebo Horácké divadlo Jihlava.

## Režírované inscenace

### Divadlo na Fidlovačce
- 2015 – Thornton Wilder / Dohazovačka[2]

### Dejvické divadlo
- 1997 – Carlo Gozzi / Zelenavý ptáček

### Divadlo Bolka Polívky
- 2017 – Richard Alfieri / Šest tanečních hodin v šesti týdnech[3]

### Městské divadlo Zlín
- 2005 – Pierre-Augustin Caron de Beaumarchais / Figarova svatba
- 2014 – George Bernard Shaw / My Fair Lady
- 2018 – W. Shakespeare / Hamlet

### Slovácké divadlo
- 1993 – P. de Marivaux / Hra lásky a náhody
- 2005 – B. Vian / Svačinka generálů
- 2006 – T. Williams / Skleněný zvěřinec
- 2008 – L. Pirandello / Šest postav hledá autora
- 2010 – P. Zelenka / Očištění
- 2013 – M. Cooney / Nájemníci
- 2016 – H. Ibsen / Nepřítel lidu (Síla interpretace)
- 2018 – W. Shakespeare / Mnoho povyku pro nic[4]

### Východočeské divadlo Pardubice
- 2014 – Anthony Neilson / Lháři[5]
- 2017 – Alana Ayckbourn / Z postele do postele

### Divadlo Petra Bezruče
- 2008 – Moliére / Lakomec[6]
- 2012 – W. Shakespeare / Zkrocení zlé ženy[7]